# Ossido di rosa
L'ossido di rosa è un monoterpene presente nell'olio essenziale di rosa.